# ȸ
ȸ (лигатура DB) — типографская лигатура латинских букв D и B. Используется в некоторых системах транскрипции африканских языков для обозначения звука [b̪], например, в языке зулу: [ɱȸv].
ȸ была добавлена в Юникод в версии 4.1 в 2005 году, но лишь небольшое количество шрифтов могут корректно отображать этот символ. К ним относятся Чарис SIL, Code2000, Doulos SIL, Ubuntu, а также шрифты DejaVu.